# Torre do Relógio de Alegrete

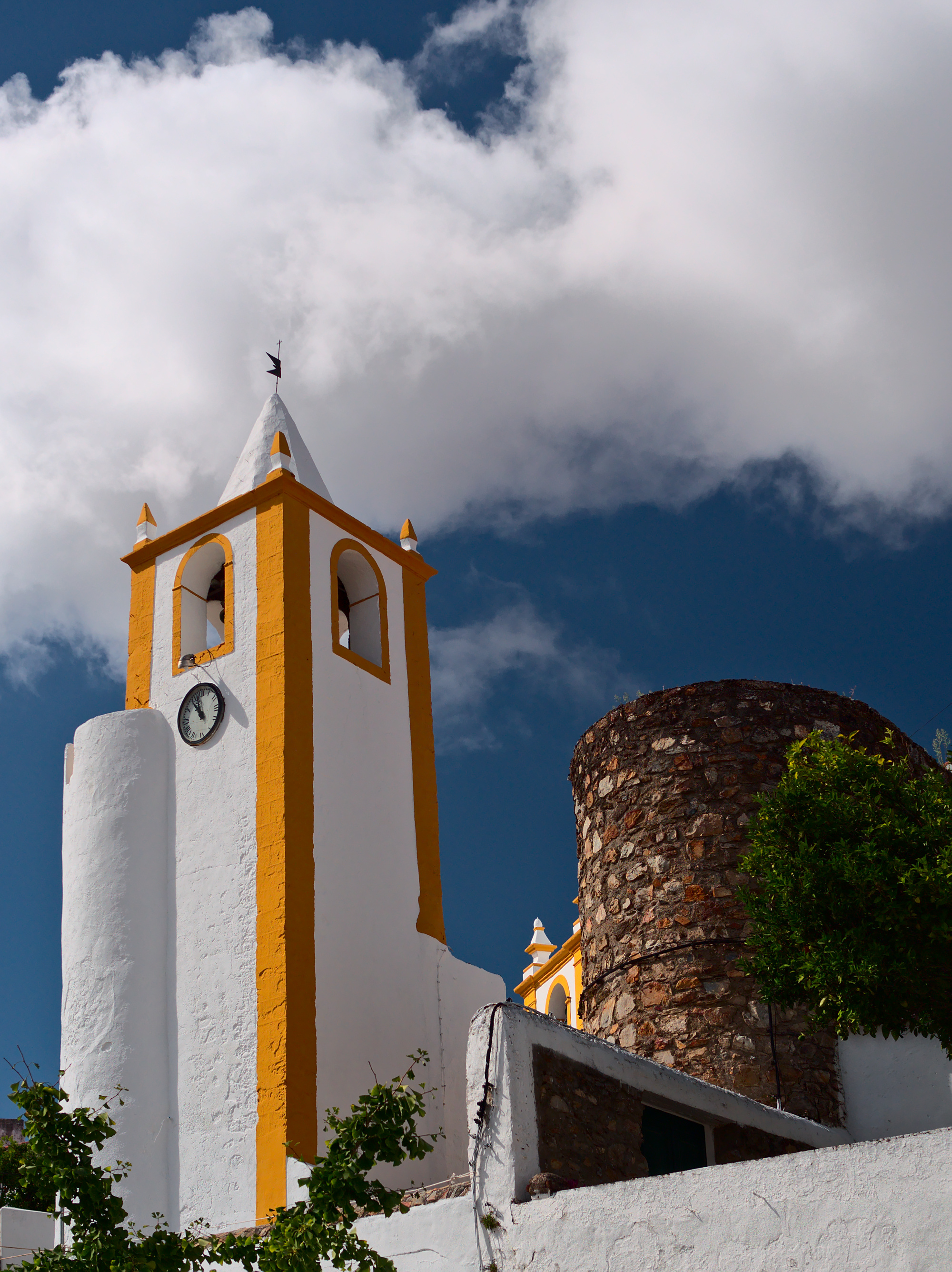

A Torre do Relógio de Alegrete localiza-se junto à Igreja Matriz de Alegrete, no centro da freguesia de Alegrete, no Município de Portalegre, no Distrito de Portalegre, em Portugal.
Está classificada como Monumento de Interesse Municipal desde 2022.

## História
Foi erguida no século XVII, constitui um dos edifícios mais emblemáticos de Alegrete.

## Características
Trata-se de uma torre erguida em cantaria, com dois pavimentos. É acedida por uma escada exterior a qual está encoberta por uma construção semicircular e que conduz a uma dependência que conduz ao interior.
No seu sino encontra-se a seguinte inscrição: "Este sino o mandou fazer o capitão mor / Manuel de Vi...lado Anno de 1835 / Rafael Fernandes me fes".
Nela se encontra ainda uma sineta com a inscrição na cinta superior: "Sam Pedro ora pro nobis" e, na cinta inferior, "1668".
Acredita-se que este sino possa ter pertencido à antiga Capela de São Pedro, do século XV.